# ۱۱۲۰ (قمری)
۱۱۲۰ (قمری)، هزار و صد و بیستمین سال در گاهشماری هجری قمری است. اول محرم این سال برابر با بیست و سوم مارس سال ۱۷۰۸ میلادی است.